# Valgflæsk
Valgflæsk er et uformelt udtryk for generøse løfter til vælgere under et politisk valg.
Valgflæsk har ofte karakter af populisme.
Udtrykket Valgflæsk synes at have sin oprindelse tilbage i 1880'erne, og synes især taget i brug i forbindelse med lovforslaget om brændevins- og ølskatten fremsat i 1889.
I litterært øjemed er valgflæsk især associeret med digteren L.C. Nielsen der i sin digtsamling Mit Land fra 1898 også havde medtaget et lille digt om valgflæsk:

Nu lokkes der med Løfter

Nu angles der med Ord

Og Valgflæsket skæres for

Ved Folkets Bord